# 2025 en Océanie
Chronologie de l’Océanie
- 2021
- 2022
- 2023
- 2024
- 2025
- 2026
- 2027
- 2028
- 2029

Cet article concerne les événements thématiques qui se sont produits durant l'année 2025 en Océanie.

## Politique

### Élections
- 16 janvier : élections législatives au Vanuatu. Elles produisent un gouvernement de coalition de cinq partis, mené par Jotham Napat du Parti des dirigeants[1].
- 4 mars : élections législatives aux États fédérés de Micronésie[2]. Dans ce pays où il n'y a pas de partis politiques, presque tous les députés sortants sont réélus.
- 25 avril : référendum constitutionnel aux Îles Marshall.
- 3 mai : élections législatives en Australie. Le Parti travailliste (centre-gauche progressiste, troisième voie) accroît sa majorité absolue des sièges. Anthony Albanese demeure Premier ministre.

À venir :
- 29 août : élections législatives anticipées aux Samoa.
- 2 au 9 septembre : élections législatives et présidentielle à Bougainville.
- vers septembre : élections législatives à Nauru.
- novembre : élections législatives aux Tonga.

### Événements

#### Politique intérieure
- 8 janvier : Le loyaliste (anti-indépendantiste) Alcide Ponga est élu président du gouvernement de la Nouvelle-Calédonie[3].
- 26 juin : Le gouvernement de Papouasie-Nouvelle Guinée cède au gouvernement de la région autonome de Bougainville l'intégralité de ses actions dans la compagnie Bougainville Copper, compagnie chargée de l'exploitation future de la mine Panguna, la principale ressource économique de Bougainville. Dans le cadre de la transition de Bougainville vers l'indépendance, prévue en 2027, cela permet au gouvernement de la région autonome de détenir 73 % des actions dans la compagnie[4].
- 12 juillet : signature d'un accord d'évolution institutionnelle pour la Nouvelle-Calédonie entre les élus français et calédoniens[5]. L'accord doit encore être approuvé par le Parlement français, le Congrès de la Nouvelle-Calédonie et les Calédoniens eux-mêmes.

#### Diplomatie et relations internationales
- 12 juin : Six États océaniens (États fédérés de Micronésie, Fidji, Nauru, Palaos, Papouasie-Nouvelle-Guinée, Tuvalu) constituent la moitié des douze États du monde à voter contre la résolution de l'Assemblée générale des Nations unies appelant à « un cessez-le-feu immédiat, sans condition et permanent à la guerre à Gaza ». L'Australie, la Nouvelle-Zélande, les Îles Salomon et le Vanuatu votent pour ; les Kiribati et les Îles Marshall s'abstiennent ; la délégation des Samoa est absente[6],[7].
- 23 juillet : Saisie par le Vanuatu, la Cour internationale de justice émet l'avis que les États du monde ont une responsabilité d'agir face au réchauffement climatique[8].

### Gouvernements
- Australie
  - roi : Charles III

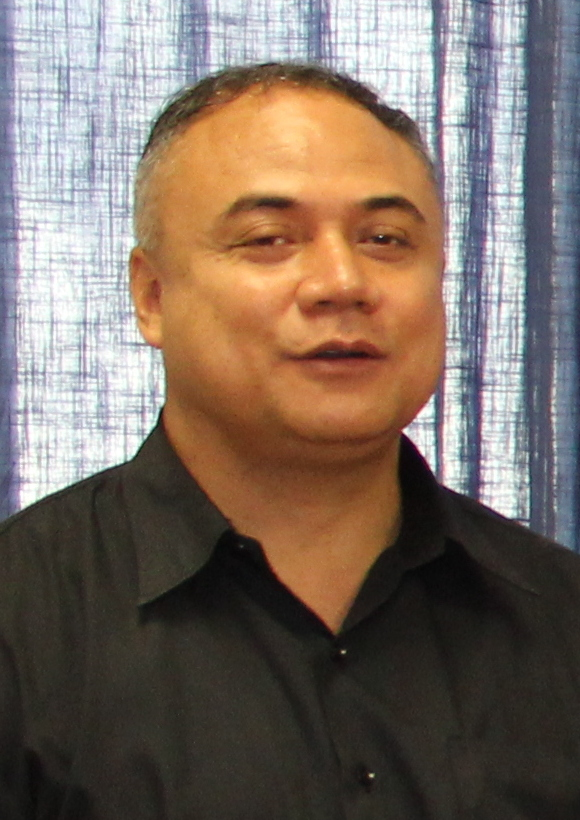
‘Aisake Eke devient Premier ministre des Tonga le 22 janvier.

  - gouverneure-générale : Sam Mostyn
  - premier ministre : Anthony Albanese
- Îles Cook
  - roi : Charles III (en sa qualité de roi de Nouvelle-Zélande)
  - représentant du roi : Tom Marsters
  - premier ministre : Mark Brown
- États fédérés de Micronésie
  - président : Wesley Simina
- Fidji
  - président de la République :	Naiqama Lalabalavu
  - premier ministre : Sitiveni Rabuka
- Kiribati
  - président : Taneti Maamau
  - vice-président	Teuea Toatu
- Îles Marshall
  - présidente : Hilda Heine
- Nauru
  - président : David Adeang
- Niué
  - roi : Charles III (en sa qualité de roi de Nouvelle-Zélande)
  - premier ministre : Dalton Tagelagi
- Nouvelle-Zélande
  - roi : Charles III
  - gouverneure générale : Dame Cindy Kiro
  - premier ministre : Christopher Luxon
- Palaos
  - président : Surangel Whipps Jr.
  - vice-président : Uduch Sengebau Senior
- Papouasie-Nouvelle-Guinée
  - roi : Charles III
  - gouverneur général : Sir Robert Dadae
  - premier ministre : James Marape
- Îles Salomon
  - roi : Charles III
  - gouverneur général : David Tiva Kapu
  - premier ministre : Jeremiah Manele
- Samoa
  - chef de l'État (o le Ao o le Malo) : Tuimaleali'ifano Va'aletoa Sualauvi II
  - première ministre : Fiame Naomi Mata'afa
- Tonga
  - roi : Tupou VI
  - premier ministre : Samiu Vaipulu (intérim, jusqu'au 22 janvier, puis) ‘Aisake Eke
- Tuvalu
  - roi : Charles III
  - gouverneur général : Tofiga Falani
  - premier ministre : Feleti Teo
- Vanuatu
  - président : Nikenike Vurobaravu
  - premier ministre : Charlot Salwai (intérim, jusqu'au 11 février, puis) Jotham Napat

## Environnement
- mai : Des pluies « record » à partir du 20 mai provoquent des inondations (en) dans la Côte du Centre-Nord de Nouvelle-Galles du Sud en Australie, tuant trois personnes[9].

## Autres événements marquants
- mai : L'Organisation mondiale de la Santé reconnaît une épidémie de polio en Papouasie-Nouvelle-Guinée[10].
- juillet : l'UNESCO classe la galerie d'art rupestre du parc national de Murujuga en Australie-Occidentale comme site du patrimoine mondial[11].

## Décès

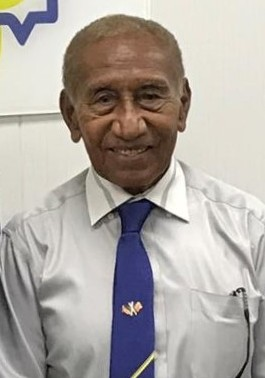
Sir Julius Chan meurt le 30 janvier.

- 17 janvier : Russell Marshall, né le 15 février 1936, ministre des Affaires étrangères de Nouvelle-Zélande de 1987 à 1990[12]
- 18 janvier : Sir John Lapli, né le 12 juin 1955, gouverneur général des Îles Salomon de 1999 à 2004[13]
- 30 janvier : Sir Julius Chan, né le 29 août 1939, Premier ministre de Papouasie-Nouvelle-Guinée de 1980 à 1982 et de 1994 à 1997, considéré comme le dernier survivant des « pères fondateurs » du pays[14].
- 7 mars : Sir David Vunagi, né le 5 septembre 1950, archevêque et primat de l'Église anglicane de Mélanésie, puis gouverneur général des Îles Salomon de 2019 à 2024[15].
- 10 mars : Sir Francis Billy Hilly, né le 20 juillet 1948, Premier ministre des îles Salomon de 1993 à 1994[16].
- 10 mars : Marc Neil-Jones, né le 14 octobre 1957, journaliste vanuatais, fondateur du journal The Vanuatu Daily Post[17].
- 23 mars : Mark Forbes, né le 27 octobre 1954, président de la Législature de Guam de 2005 à 2008[18],[19].
- 13 avril : Ratu Inoke Takiveikata, né en 1947, ministre fidjien condamné à la prison à perpétuité pour tentative de meurtre[20].
- 22 avril : Keith Stackpole (en), né le 10 juillet 1940, joueur australien de cricket[21].
- la semaine du 19 mai : Charles Chieng (en), né le 27 juin 1954, gouverneur en exercice de l'État de Yap aux États fédérés de Micronésie[22].
- 25 mai : Hilda Lini, née en 1954, ministre de la Santé du Vanuatu de 1991 à 1995[23].
- 23 juillet : Arnold Palacios, né le 22 août 1955, gouverneur des Îles Mariannes du Nord (en fonction)[24].
- 24 juillet : George Veikoso (en), né le 10 mai 1970, auteur-compositeur-interprète fidjien de reggae et de R&B[25].

#### Articles sur l'année 2025 en Océanie
- 2025 par pays en Océanie
- 2025 en Australie

#### L'année sportive 2025 en Océanie
- x

#### L'année 2025 dans le reste du monde
- L'année 2025 dans le monde
- 2025 par pays en Amérique • 2025 au Brésil, 2025 au Canada, 2025 au Québec, 2025 aux États-Unis
- 2025 en Europe • 2025 en Belgique, 2025 en France, 2025 en Italie, 2025 en Suisse
- 2025 en Afrique • 2025 par pays en Asie • 2025 en Antarctique
- 2025 aux Nations unies
- Décès en 2025